# Markéta Křížová
Markéta Křížová (ur. 1974) – prof., czeska historyk i etnolog. Absolwentka Uniwersytetu Karola, w latach 2000–2001 odbyła staż na Universidad Autónoma de México. Specjalizuje się w tematyce cywilizacji prekolumbijskich.

## Publikacje
- Ciudad ideal en el desierto. Proyectos misionales de la Compañía de Jesús y la Iglesia Morava en la América colonial. Praha : Karolinum, 2004. 281 s. ISBN 80-246-0811-1.
- Aztékové. Půvab a krutost indiánské civilizace. Praha : Aleš Skřivan ml., 2005. 125 s. ISBN 80-86493-19-9.
- Inkové. Nejmocnější indiánský stát. Praha : Aleš Skřivan ml., 2006. 139 s. ISBN 80-86493-21-0.
- The strength and sinews of this western world. African slavery, American colonies and the effort for reform of European society in the Early Modern Era. Praha : Karolinum, 2008. 264 s. ISBN 978-80-246-1514-1.
- Haiti. Praha : Libri, 2009. 109 s. ISBN 978-80-7277-424-1.
- Dominikánská republika. Praha : Libri, 2010. 123 s. ISBN 978-80-7277-352-7.
- Krvavé rituály Střední a Jižní Ameriky. Praha : XYZ, 2011. 269 s. ISBN 978-80-7388-467-3. (spoluautorky Zuzana Marie Kostićová a Sylvie Květinová)
- Mayové. Víc než záhady dávné civilizace. Praha : Aleš Skřivan ml., 2011. 135 s. ISBN 978-80-86493-25-1.
- Nikaragua. Praha : Libri, 2011. 137 s. ISBN 978-80-7277-484-5.
- Jamajka. Praha : Libri, 2012. 103 s. ISBN 978-80-7277-499-9.
- Otroctví v Novém světě od 15. do 19. století. Praha : NLN, 2013. 348 s. ISBN 978-80-7422-236-8.